# Casa William H. Wells
La Casa William H. Wells es una residencia privada ubicada en 2931 East Jefferson Avenue de la ciudad de Detroit, la más importante del estado de Míchigan (Estados Unidos). Fue incluida en el Registro Nacional de Lugares Históricos en 1985.

## Historia
Esta casa fue diseñada por el arquitecto William Henry Miller y construida en 1889 por la empresa Vinton. En ese momento, la propiedad era propiedad de los herederos de William Croul. William H. Wells, socio del bufete de abogados y socio del bufete de abogados de Wells, Angell, Boynton y McMillan, se mudó a la casa poco después de su construcción y la compró en 1900.
Después de la muerte de Wells, su viuda vendió la casa a Ella Barbour, quien fue propietaria de la casa hasta 1949. La Asociación de Antiguos Alumnos de la Universidad de Detroit compró la casa en 1966 y la donó a la Universidad de Detroit. La casa pasó por una sucesión de propietarios y fue reformada en 2000. Banyan Investments LLC compró la casa en 2015.

## Arquitectura
La Casa de William H. Wells es una mansión de estilo neorrom̟ánico de dos pisos y medio y 1672 m², construida con piedra curvada y cara de roca. La casa está construida sobre un plan irregular con una composición asimétrica y pintoresca. La entrada está dentro de una proyección, y una torre con un techo cónico cóncavo en una esquina se encuentra en una esquina de la casa. Otras bahías se proyectan aleatoriamente desde la estructura principal. En 1891 se construyó una cochera de 4500 pies cuadrados de 1 1⁄2 pisos en ladrillo rojo y tablillas en la parte trasera de la casa.
La casa es importante como un ejemplo destacado de arquitectura residencial neorománica en Detroit y por su asociación con el arquitecto William Henry Miller.

## Lectura adicional
- Hill, Eric J. y John Gallagher (2002). AIA Detroit: The American Institute of Architects Guide to Detroit Architecture. Wayne State University Press. ISBN 0-8143-3120-3.